# Admontia occidentalis
Admontia occidentalis är en tvåvingeart som beskrevs av Wulp 1892. Admontia occidentalis ingår i släktet Admontia och familjen parasitflugor. Inga underarter finns listade i Catalogue of Life.